# Abdul Haris Nasution
Abdul Haris Nasution, född den 3 december 1918 Mandailing Natal, död den 6 september 2000 i Jakarta, var en indonesisk general och politiker.

## Biografi
Nasution föddes på norra Sumatra i en Batak-muslimsk familj. Hans far, som var mycket religiös, ville att hans son skulle studera vid en religiös skola, medan hans mor ville att han skulle studera medicin i Batavia. Men efter examen från skolan 1932, fick Nasution ett stipendium för en lärarutbildning vid Bukitinggi.
År 1935 flyttade Nasution till Bandung för att fortsätta sina studier, där han stannade i tre år. Hans önskan att vara lärare bleknade successivt samtidigt som hans intresse för politik växte. Han köpte i hemlighet böcker skrivna av den indonesiska nationalistiske Sukarno och läste dem med sina vänner. Efter sin examen 1937, återvände Nasution till Sumatra och undervisade i Bengkulu. Han bodde då i närheten av huset där Sukarno levde i exil. Ett år senare flyttade han till Tanjungpraja, nära Palembang, där han fortsatte att undervisa, men blev mer och mer intresserad av politiken och militären.
År 1940, då Nazityskland ockuperade Nederländerna och de nederländska koloniala myndigheterna etablerat en officersreservkår som medgav indoneser, ansökte Nasution om medlemskap, eftersom detta var det enda sättet att få militär utbildning.
Efter att Sukarno deklarerat Indonesiens självständighet den 17 augusti 1945 gick Nasution med i den nya indonesiska armén som sedan kallades Folkets säkerhetsarmé (TKR). I maj 1946 utsågs han till regional befälhavare för Siliwangi-divisionen, som svarade för säkerheten i västra Java. I detta läge, utvecklade Nasution teorin om territoriell krigföring som skulle bli försvarsdoktrin för den indonesiska armén i framtiden. År 1948 befordrades Nasution till tjänsten som biträdande TKR-befälhavre, trots att han bara hade överstes grad. Denna utnämning gjorde Nasution till den mäktigaste personen i TKR och andra man efter den populäre General Sudirman. 

### Parlamentariska demokratieran
År 1950 tog Nasution position som arméstabschef, då TB Simatupang ersatte Sudirman som befälhavare för den nyligen inrättade ABRI (Försvarsmakten i Republiken Indonesien). År 1952, beslutade Nasution och Simatupang att anta en politik för omstrukturering och omorganisation för ABRI. Enligt detta arrangemang hoppades de kunna skapa en mindre armé, men som var mer modern och professionell.
Genom sin politik, hade Nasution och Simatupang stöd av premiärminister Wilopo och försvarsminister Hamengkubuwono IX. Men Bamabng Supeno lyckats hitta stöd bland oppositionspartierna i Folkets fullmäktige (DPR). DPR-medlemmarna började sedan göra sina meningsskiljaktigheter hörda om omstruktureringen av ABRI. Nasution och Simatupang var missnöjda med att se vad de uppfattade som inblandning av civila i militära angelägenheter.
Den 17 oktober 1952 mobiliserade Nasution och Simatupang sina trupper i en styrkedemonstration. I protest mot civil inblandning i militära angelägenheter, omringade Nasution och Simatupang presidentpalatset med sina trupper och riktade tanksens kanoner på det. Deras krav till Sukarno var att det innevarande DPR skulle upplösas. Av detta skäl mobiliserade Nasution och Simatupang också civila demonstranter. Sukarno kom ut från presidentpalatset och lyckades övertyga både soldater och civila att gå hem. Nasution och Simatupang hade besegrats.
Den 27 oktober 1955 efter tre års exil, omvaldes Nasution till sin gamla position som arméstabschef. Han började omedelbart arbeta med armén och dess struktur genom att anta en trestegsmodell för detta. År 1957, hade president Sukarno börjat införa begreppet vägledd demokrati i sin retorik som svar på hans besvikelse över den parlamentarisk demokrati-strategi som Indonesien hade tillämpat sedan november 1945. I detta, fann han en gemensam uppgift med Nasution och armén, som inte hade glömt hur civila störde armé angelägenheter 1952. Den 14 mars 1957, efter att ha avsatt premiärminister Ali Sastroadmijojo och hans kabinett, deklarerade Sukarno undantagstillstånd.
Den 5 juli 1959 utfärdade Sukarno ett dekret som förklarar att Indonesien nu skulle återgå till den ursprungliga 1945 års konstitution. Parlamentarisk demokrati skulle upphöra och Sukarno var nu regeringschef förutom att vara statschef. Nasution utsågs till minister av försvar och säkerhet i Sukarno kabinett, samtidigt som han fortsatte att vara arméstabschef. Han behöll denna position till början av 1966.
Som en av Sukarnos lojalaste anhängare övergick han 1965 till general Suhartos sida och var 1966-72 vice talman i folkkongressen.